# Waking Life
Pour plus de détails, voir Fiche technique et Distribution.
Waking Life est un film d'animation rotoscopique de 2001 réalisé par Richard Linklater. Le film fut tourné entièrement avec une caméra numérique dont les données ont été travaillées par des artistes en infographie qui ont ajouté des lignes et des couleurs sur chaque image. 
Le titre du film est une référence à la maxime de George Santayana « L'état d'éveil (waking life) est un rêve contrôlé ».

## Histoire
Dans Waking Life, le spectateur suit un jeune homme qui évolue dans un état de rêve lucide dans lequel il participe à diverses conversations philosophiques avec les personnages qu’il rencontre. Les thèmes sont : la réalité, le libre arbitre, la relation aux autres, le sens de la vie, mais également l’existentialisme, le situationnisme, la post-humanité et la théorie cinématographique d’André Bazin. Au cours du film, le jeune homme s’interroge sur son impossibilité à se réveiller de ce rêve. Il en vient à penser que cela est peut-être dû au fait qu’il est mort. La réponse à cette interrogation n’est pas clairement donnée à la fin du film.
Le film ne repose pas sur une intrigue mais sur la succession des dialogues et des monologues.

## Fiche technique
- Titre : Waking Life
- Réalisation : Richard Linklater
- Scénario : Richard Linklater
- Musique : Glover Gill
- Photographie : Richard Linklater et Tommy Pallotta
- Production : Tommy Pallotta, Jonah Smith, Anne Walker-McBay et Palmer West
- Distribution : Fox Searchlight Pictures
- Pays de production :  États-Unis
- Langue : anglais
- Durée : 99 minutes
- Dates de sortie : 
  - États-Unis : 23 janvier 2001 (au festival de Sundance)
  - Canada : 11 septembre 2001 (au festival de Toronto)
  - Belgique : 9 octobre 2001 (au festival de Gand)
  - États-Unis : 19 octobre 2001 (sortie limitée)

## Distribution
- Trevor Jack Brooks
- Lorelei Linklater
- Wiley Wiggins
- Timothy Speed Levitch
- Alex Jones
- Julie Delpy
- Ethan Hawke
- David Sosa, brève apparition du philosophe pour un monologue sur le libre arbitre.

## Récompenses et distinctions
Le film fut nommé pour de nombreuses récompenses, en particulier pour son originalité technique. Il obtint le prix de la National Society of Film Critics award dans la catégorie « meilleur film expérimental ». Il fut également présenté en sélection officielle en compétition à la Mostra de Venise où il obtient le prix prix CinemAvvenire.

## Musique
La musique du film a été écrite par Glover Gill et le Tosca Tango Orchestra.